# جین‌لی زینال‌لی
جین‌لی زینال‌لی (به لاتین: Cinli Zeynallı) یک منطقه مسکونی در جمهوری آذربایجان است که در شهرستان گران‌بوی واقع شده است. جین‌لی زینال‌لی ۴۴۷ نفر جمعیت دارد.